# Hyllisia saigonensis
Hyllisia saigonensis är en skalbaggsart som först beskrevs av Maurice Pic 1933.  Hyllisia saigonensis ingår i släktet Hyllisia och familjen långhorningar.
Artens utbredningsområde är Laos. Inga underarter finns listade i Catalogue of Life.